# Lazinov
Lazinov je obec v okrese Blansko v Jihomoravském kraji. Žije zde 241 obyvatel. Je to vesnička umístěná u zátoky letovické vodní nádrže, mimo hlavní trasy komunikací, obklopená lesy. Jde o vhodné místo pro rekreaci, cyklistické a pěší výlety.

## Název
Původní podoba jména vesnice byla Laznov. Jeho základem bylo osobní jméno Lazn totožné s obecným lazn - "lázeň". Význam místního jména byl "Laznův majetek". Od poloviny 16. století se užívala podoba Lazinov. Připodobněním k místnímu jméno Lažany vznikla i podoba Lažinov zapisovaná v 18. a 19. století.

## Historie
Osídlení v údolí říčky Křetínky je v historických pramenech uváděno už v první polovině 11. století. První písemná zmínka o obci pochází z roku 1420 (in villa Lazonow). Byl rozdělen na dvě části, přičemž jedna náležela panství letovickému a druhá lomnickému. Od roku 1544 náležela letovickému panství již celá obec. K obci samotné ještě patřil mlýn, samota Nové stavení a dvůr Svitavice.

## Obyvatelstvo
| Rok            | 1869 | 1880 | 1890 | 1900 | 1910 | 1921 | 1930 | 1950 | 1961 | 1970 | 1980 | 1991 | 2001 | 2011 | 2021 |
| -------------- | ---- | ---- | ---- | ---- | ---- | ---- | ---- | ---- | ---- | ---- | ---- | ---- | ---- | ---- | ---- |
| Počet obyvatel | 271  | 287  | 354  | 352  | 363  | 352  | 334  | 290  | 289  | 237  | 134  | 146  | 144  | 151  | 175  |
| Počet domů     | 41   | 42   | 42   | 42   | 47   | 50   | 61   | 67   | 68   | 69   | 41   | 50   | 85   | 92   | 99   |

## Obecní správa
Mezi lety 1869–1980 Lazinov byl obcí v okrese Boskovice (1869–1950) a později v okrese Blansko. Od 1. července 1980 do 31. prosince 1991 patřil jako část města k Letovicím a od 1. ledna 1992 je opět samostatnou obcí.

### Obecní symboly
Znak a vlajka byly obci uděleny rozhodnutím předsedy Poslanecké sněmovny Parlamentu České republiky dne 26. listopadu 1999.

## Pamětihodnosti
Zajímavou stavbou Lazinova je zvonička z období kolem roku 1832. Byla vybudována na základě tzv. „ohňového“ patentu císařovny Marie Terezie z roku 1751, který nařizoval, aby v každé obci byl zvon, který by upozorňoval na případný požár. Kromě toho ohlašoval také poledne, klekání a také případná úmrtí ve vsi.
V první světové válce byl tento zvonek tzv. „zrekvírován“ (zabaven pro potřeby státu – pro výrobu zbraní a střeliva). Lidem chyběl zvuk zvonu natolik, že uspořádali sbírku a v roce 1922 pořídili nový zvon, který slouží dodnes.
Železný kříž s kamenným podstavcem v blízkosti středu obce s nápisem "Věnováno občany obce Lazinovské 1860".

## Galerie

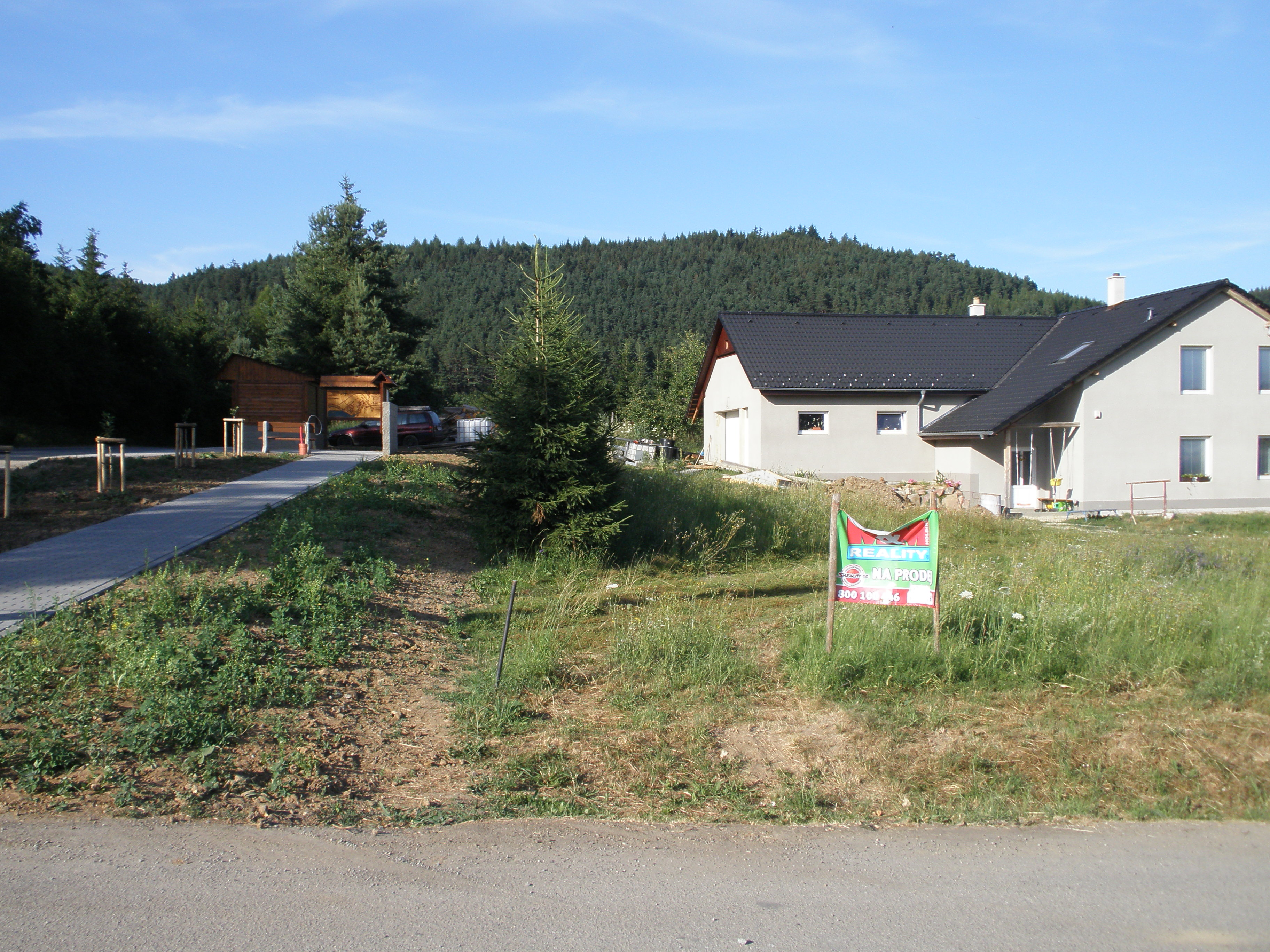
Severní část obce
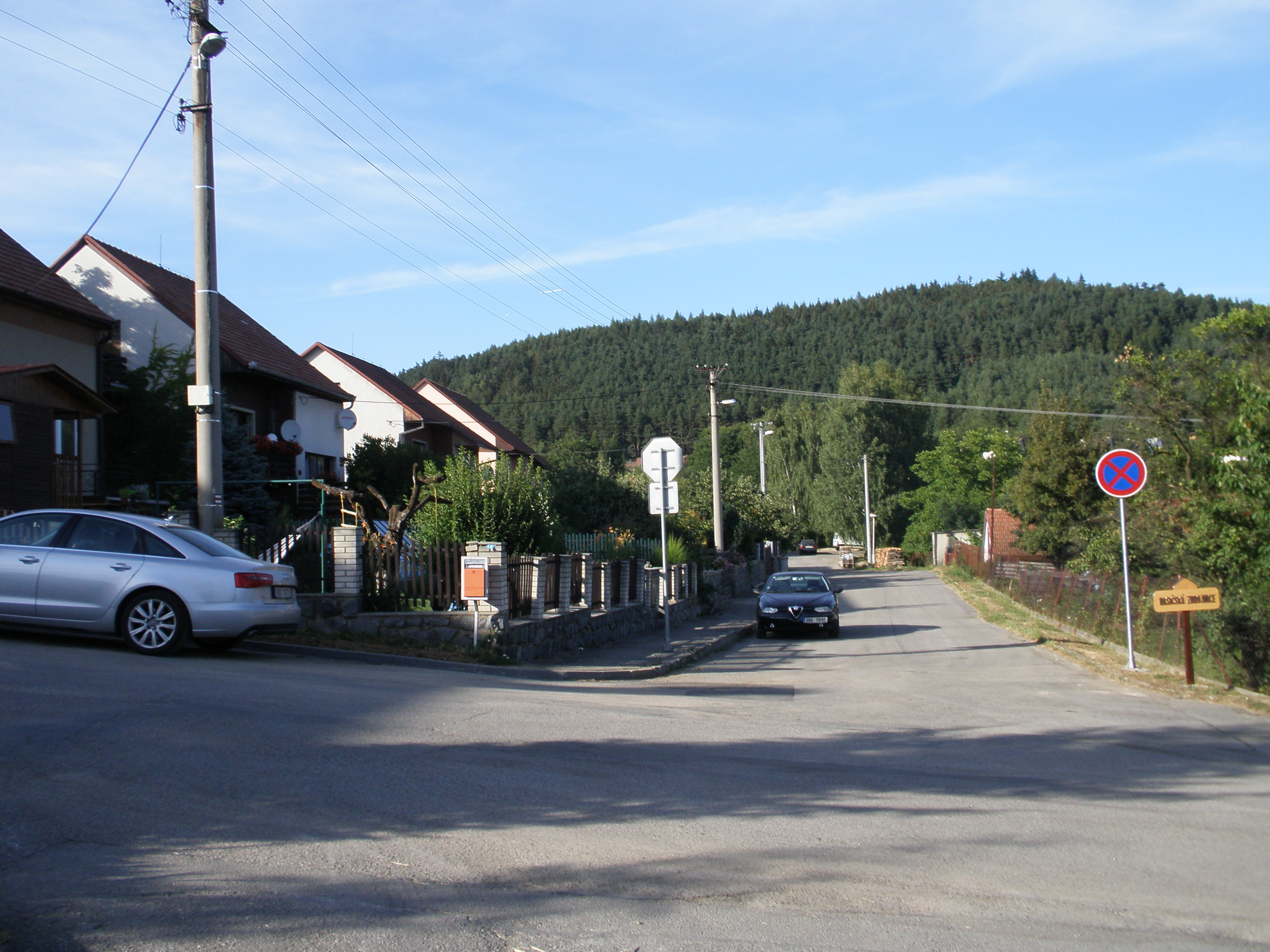
Severní část obce
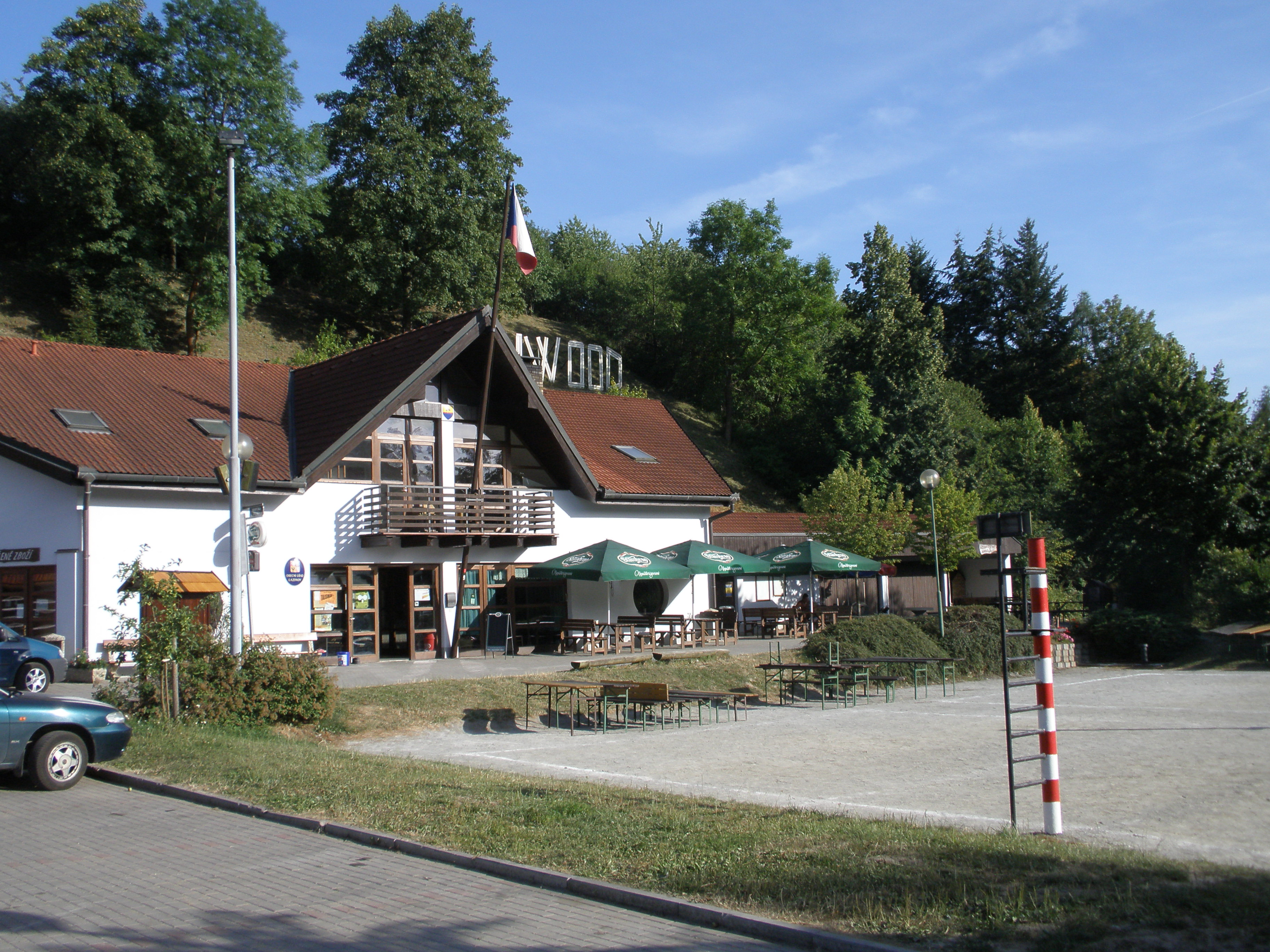
Obecní úřad v tzv. "Zátoce"